# TEAM Linhas Aéreas
TEAM Linhas Aéreas (Transportes Especiais Aéreos e Malotes) — регіональна авіакомпанія Бразилії зі штаб-квартирою в Ріо-де-Жанейро, здійснює регулярні та чартерні пасажирські перевезення між аеропортами всередині країни.
Згідно зі звітом Національного агентства цивільної авіації Бразилії в 2009 році частка пасажирських перевезень TRIP Linhas Aéreas в країні становила 0,01 % на внутрішніх маршрутах за показником перевезених пасажирів на кілометр дистанції. У листопаді 2010 року даний показник для внутрішніх авіаперевезень знизився до менше 0,01 %.

## Історія
Авіакомпанія TEAM Linhas Aéreas була заснована в травні 2001 року для здійснення чартерних перевезень по філіям нафтовидобувних компаній, що займалися розробками на нафтових полях Кампус-Бейсіна. У тому ж році TEAM Linhas Aéreas запустила регулярні рейси з Ріо-де-Жанейро в аеропорти Makaé і Кампус-дус-Гойтаказіс.
У травні 2010 року авіакомпанія вибрала чеську авіабудівну компанію Let Aircraft Industries як довгострокового партнера на постачання повітряних суден Let L-410 Turbolet, а також уклала агентський договір на проведення робіт з ремонтів та технічного обслуговування літаків цієї фірми по всій країні.

## Маршрутна мережа
У червні 2010 року маршрутна мережа регулярних пасажирських перевезень авіакомпанії TEAM Linhas Aéreas включала наступні пункти призначення:
- Кампус-дус-Гойтаказіс — Аеропорт Кампус-дус-Гойтаказіс
- Makaé — Аеропорт Makaé
- Ріо-де-Жанейро — Аеропорт Сантос-Дюмон хаб
- Віторія — Аеропорт імені Еуріку ді-Ажияра Саллеса

## Флот
Станом на грудень 2010 року повітряний флот авіакомпанії TEAM Linhas Aéreas складали наступні літаки:

## Авіаподії і нещасні випадки

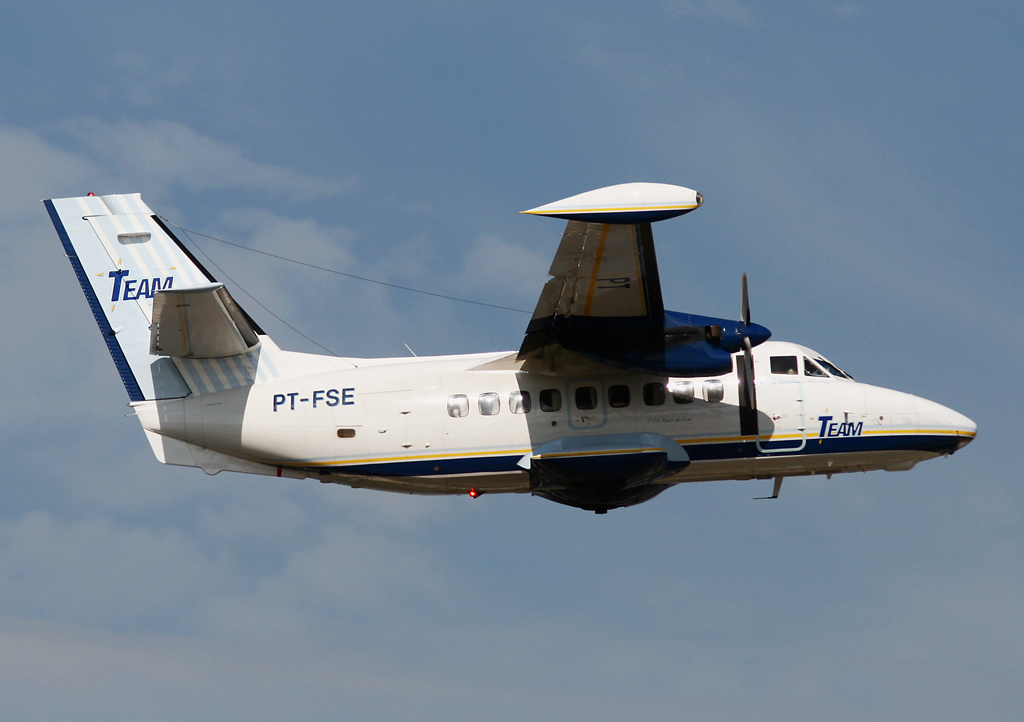
Let L-410 Turbolet UVP-E20 (PT-FSE)

- 31 березня 2006. Літак Let L-410 Turbolet UVP-E20 (PT-FSE), який прямував регулярним рейсом 6865 з аеропорту Makaé в Аеропорт Сантос-Дюмон, потерпів катастрофу над територією муніципалітету Сакуарема. Загинули всі 19 осіб, які перебували на борту лайнера. Точні причини трагедії не встановлені, ймовірно літак розбився внаслідок поганої погоди.